# 5718 Roykerr
5718 Roykerr è un asteroide della fascia principale. Scoperto nel 1983, presenta un'orbita caratterizzata da un semiasse maggiore pari a 2,2133983 au e da un'eccentricità di 0,2312875, inclinata di 6,08349° rispetto all'eclittica.